# Рубен Оскар Вальдес
Рубен Оскар Вальдес Ферреро (ісп. Rubén Óscar Valdez Ferrero; 25 липня 1946, Буенос-Айрес, Аргентина — 16 лютого 2025) — іспанський футболіст аргентинського походження, що грав на позиції нападника. По завершенні ігрової кар'єри — тренер.
Виступав за національну збірну Іспанії.

## Клубна кар'єра
У дорослому футболі дебютував 1967 року виступами за команду клубу «Альміранте Браун», в якій провів один сезон, взявши участь у 44 матчах чемпіонату.
Протягом 1969—1970 років захищав кольори команди клубу «Платенсе» (Вісенте-Лопес).
Своєю грою за останню команду привернув увагу представників тренерського штабу клубу «Валенсія», до складу якого приєднався 1971 року. Відіграв за валенсійський клуб наступні сім сезонів кар'єри. Більшість часу, проведеного у складі «Валенсії», був основним гравцем атакувальної ланки команди.
Протягом 1978—1979 років захищав кольори команди клубу «Кастельйон».
Завершив професійну ігрову кар'єру у клубі «Кімберлі», за команду якого виступав протягом 1979 року.

## Виступи за збірну
1972 року дебютував в офіційних матчах у складі національної збірної Іспанії. Протягом кар'єри у національній команді, яка тривала усього 3 роки, провів у формі головної команди країни 9 матчів, забивши 5 голів.

## Кар'єра тренера
Розпочав тренерську кар'єру, повернувшись до футболу після невеликої перерви, 1985 року, очоливши тренерський штаб клубу «Валенсія».
Останнім місцем тренерської роботи була збірна Парагваю, головним тренером команди якої Вальдес був протягом 1990 року.